# Nikołaj Łochwicki
Nikołaj Aleksandrowicz Łochwicki ros. Николай Алеκсандрович Лохвицкий (ur. 25 września?/7 października 1867 w Moskwie, zm. 5 listopada 1933 w Paryżu) – rosyjski wojskowy, generał porucznik armii Imperium Rosyjskiego.

## Życiorys
Syn prawnika, brat poetki Miry Łochwickiej i powieściopisarki N. A. Teffi. Ukończył Władimirowskie Gimnazjum Wojskowe w Kijowie i 2 Konstantynowską Szkołę Wojskową oraz Nikołajewską Akademię Sztabu Generalnego. Po zakończeniu akademii dowódca kompanii w Pawłowskiej Szkole Wojskowej. Od grudnia 1906 podpułkownik. Od 30 maja 1912 dowódca 95 Krasnojarskiego pułku piechoty. Od 11 lutego 1915 generał major. Od kwietnia 1915 dowódca 25 Brygady Piechoty, a od 8 maja 1915 dowódca 24 Dywizji Piechoty.
21 stycznia 1916 wyznaczony na dowódcę 1 Brygady Specjalnej, z którą został wysłany do Francji. W maju 1916 wysadzony z Brygadą w Marsylii. za bohaterstwo w walkach we Francji wyróżniony Krzyżem Komandorskim Orderu Legii Honorowej. W 1917 mianowany generałem porucznikiem. Od początku czerwca 1917 dowódca Specjalnej Dywizji Piechoty (jako całość wojsk rosyjskich we Francji – ok. 21 tys. żołnierzy), w skład której weszły 1 i 3 Brygady Specjalne. W końcu sierpnia Dywizja odmówiła podporządkowaniu się dowódcom francuskim oraz walki i przystąpiła do buntu, stłumionego przez Francuzów do 10 września 1917. Większość sił 1 Brygady uwięziono. Łochwicki dowodził pozostałością Dywizji.
Po zakończeniu wojny gen. Łochwicki wyjechał na Daleki Wschód, gdzie w armii adm. A. Kołczaka był dowódcą 1 Armii, a po jej przeformowaniu we wrześniu 1919 r. dowódcą 2 Armii. Na jej czele brał udział w ostatniej operacji ofensywnej sił Kołczaka – operacji tobolskiej we wrześniu 1919 r. Po schwytaniu Kołczaka wrócił do Europy. Do 1923 mieszkał w Paryżu. Od 1927 przewodniczący Związku Monarchistów, przewodniczący Rady ds. wojskowych i morskich przy wielkim księciu Kirile Władymirowiczu. Jednocześnie służył we francuskim Ministerstwie Wojny w Komisji Wojskowo-Historycznej.
Został pochowany na cmentarzu prawosławnym w Sainte-Geneviève-des-Bois.